# Idioma tlingit
El idioma tlingit o coluchano es hablado por el pueblo tlingit de Alaska suroriental y de Canadá occidental. Es una rama de la familia de lenguas na-dené. El tlingit está en peligro de desaparecer, con menos de 140 hablantes vivos, todos los cuales son bilingües tlingit-inglés. El gran esfuerzo se está haciendo en programas de la revitalización en Alaska suroriental para restablecer y de preservar la lengua del tlingit y su cultura.

## Historia
La historia del tlingit no se conoce bien, sobre todo porque no hay fuentes escritas hasta el primer contacto con europeos alrededor del 1790, y desde entonces el contacto siguió siendo escaso e irregular hasta principios de siglo XX. La lengua parece haberse dispersado hacia el norte desde el área de Ketchikan-Saxman hacia la región de Chilkat, puesto que ciertas características conservadoras se reducen gradualmente del sur al norte. Las características compartidas con la lengua eyak encontrada alrededor del delta del río Copper y el tlingit de Tongass cerca del canal de Portland, son más llamativas por las distancias que las separan, tanto geográficas como lingüísticas.